# Nasenring

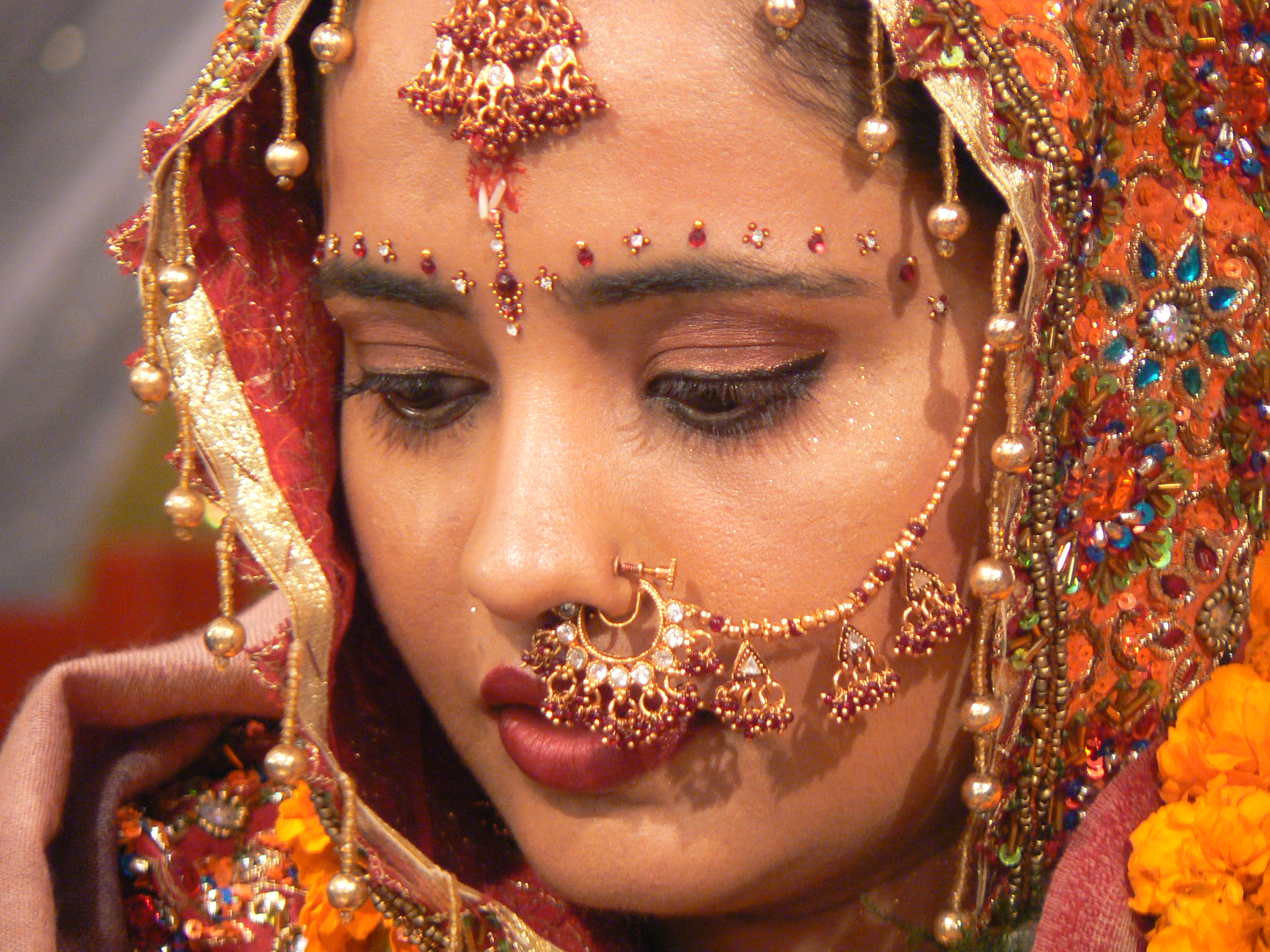
Braut mit Nasenring mit Kettchen

Ein Nasenring ist ein Schmuckstück, das Menschen an der Nase tragen. Manche Nasenringe sind als Clip (Klemme) ausgeführt, andere als Nasenpiercing.

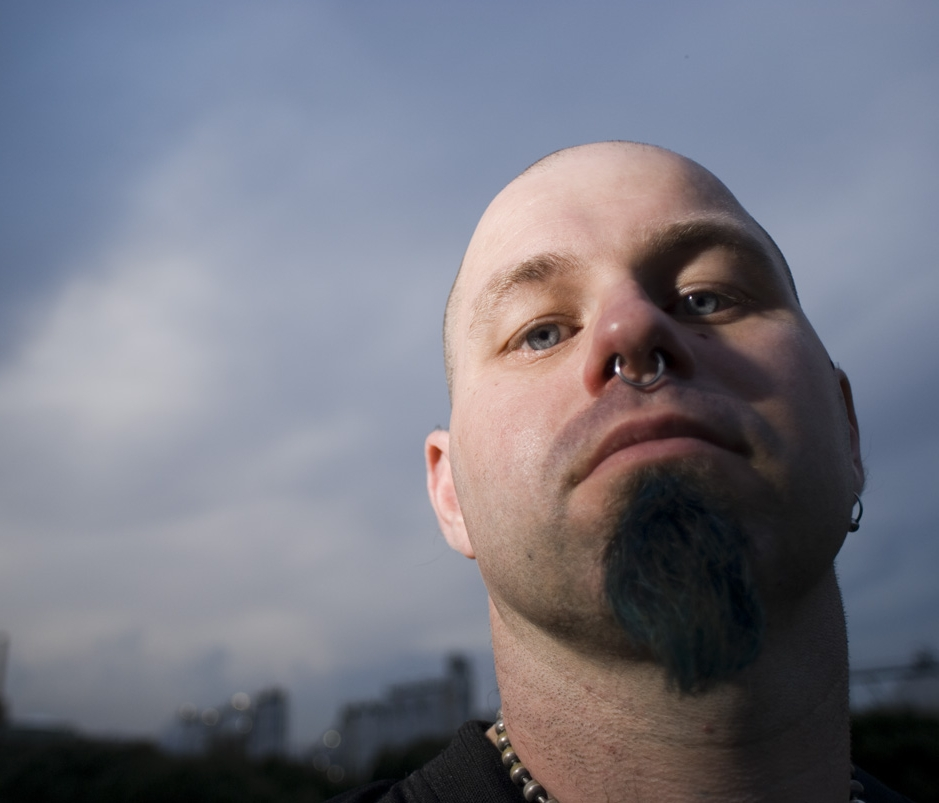
Mann mit Nasenring an der Nasenscheidewand

Nasenringe können einfach sein oder mit Juwelen besetzt, mit Anhängern oder Kettchen versehen. Sie werden an einem oder beiden Nasenflügeln, an der Nasenscheidewand (Septum-Piercing) oder an allen Stellen gleichzeitig getragen. Nasenschmuck bei Menschen ist seit alters her bekannt und kann ästhetische, traditionelle und religiöse Bedeutung haben.

## Geschichte
Den Körper in verschiedenen Weisen zu markieren oder in seiner Form zu verändern ist ein uraltes menschliches Bedürfnis. Seit über 5000 Jahren schmücken sich die Menschen im Pazifikbereich und in Afrika mit Ringen und Pflöcken in ihren Nasen, Ohren oder Lippen. In den 1970er Jahren entwickelte sich die "Modern Primitives", eine Gruppe, die archaische Riten und Körperschmuck primitiver Ureinwohner in die moderne Welt trugen.
Das Piercing der Nasenflügel hatte in den USA der 1960er und 1970er mit den Hippies begonnen, in den 1980er und 1990er wurde es von den Punks und anderen Subkulturen übernommen, es wird von Frauen und auch von Männern angewandt.
Nasenringe waren in den 1980ern Zeichen der Protestkultur, als Punker und Rocker sich damit von der Gesellschaft und deren Werten abgrenzen wollten. Der kleine Titanring durch den Nasenflügel ist heute gesellschaftsfähig geworden.
Nach Indien, wo die Tradition den Frauen Nasenringe anzulegen sehr lebendig ist, kam der Brauch über die Araber, die wiederum ihn von den Juden übernommen hatten.
Mit der (weißen) Punkrockbewegung in Verbindung gebracht, weist ein Nasenring in einem westlichen Umfeld auf südasiatisches Kulturerbe und Ethnizität. In vielen Kulturen hat der Nasenring seine jahrhundertelange Bedeutung als weibliches Accessoire verloren, doch beispielsweise in Kanada tragen ihn junge Inderinnen gezielt als kulturelles Zeichen ihrer Geschlechterrolle. 2008 erlangte eine aus Südindien stammende Frau vor den südafrikanischen Gerichten, dass ihre Tochter einen Nasenschmuck als Zeichen ihrer Heiratsfähigkeit und ihres hinduistischen Glaubens an einer Mädchenschule in Durban tragen durfte.

## Statussymbol
Der Nasenring, als Ornament durch verschiedene Teile der Nase eingesetzt, wird manchmal verwendet, um den sozialen Rang anzuzeigen; dies war verstärkt vor allem bei Menschen in Indien, Neuguinea, Polynesien, dem präkolumbianischen Amerika, Australien und Teilen Afrikas anzutreffen. In Indien, im Nahen Osten und in Nordafrika zeigten Nasenringe den Stammesstatus und Reichtum an – je mehr Nasenringe eine junge Frau trug, desto größer war ihre Brautmitgift.
Dem Nasenring einer Frau wird in Indien besonderer Respekt gezollt, einem Fremden wird es als Taktlosigkeit angerechnet, ihn auch nur zu erwähnen. Der Nasenring ist das indische Symbol des Eheglücks und ein Zeichen, dass der Ehemann am Leben ist; Witwen ist es nicht erlaubt, Nasenringe und Armreife zu tragen. Die gleiche Bezeichnung (nāth) bezeichnet auf Hindi nicht nur den Nasenring der Frauen, sondern auch einen Strick durch die Nase eines Ochsen. Jüdinnen trugen am Sabbath keine Nasenringe. Die rabbinische Literatur des zweiten bis achten Jahrhunderts zeigt, dass Nasenringe zu dem kostbaren Schmuck der Frauen gehörten, den sie nicht zu jeder Gelegenheit tragen durften oder ihnen weggenommen werden konnte (Sotah Ritual).
Unter orientalischen Frauen gibt es Redewendungen wie "der Halsschmuck umarmt mich"  beziehungsweise "die Nasenringe küssen" die Trägerin.

## Altes Testament
In der Genesis 24:47 heißt es vom hebräischen Nasenring (nèzèm): "Und ich fragte sie und sprach: Wessen Tochter bist du? Und sie sprach: Die Tochter Bethuels, des Sohnes Nahors, den Milka ihm geboren hat. Und ich legte den Ring an ihre Nase und die Spangen an ihre Arme;" Nasenringe als Schmuck werden in der Bibel noch an zwei anderen Stellen genannt, Hesekiel 16:12 (Vers 12: ich legte einen Ring an deine Nase und Ringe an deine Ohren und setzte dir eine Ehrenkrone auf das Haupt[...]) und in den Sprüchen 11:22 (Eine schöne Frau ohne Zucht ist wie eine Sau mit einem goldenen Ring durch die Nase). Metaphorisch sagen diese Bibelzitate, dass die mit Gold geschmückte Ehefrau die Zierde des Mannes ist (Rebekka wird durch Überreichen des Nasenrings zur israelitischen Ehefrau) und dass kein Mann eine taktlose Frau erwählen sollte bzw. Frauen werden zur Diskretion ermahnt (Schweineschnauze wühlt im Dreck). In der Bibelstelle 2. Moses 35:22 sehen einige Ausleger in letzter Zeit in "chach" den Nasenring, Martin Luther übersetzte es als Haken oder Heft. In Jesaja 3:21 werden u. a. "die Nasenringe" genannt, die der Herr den stolzen Töchtern Zions wegnehmen würde.

## Ägypten

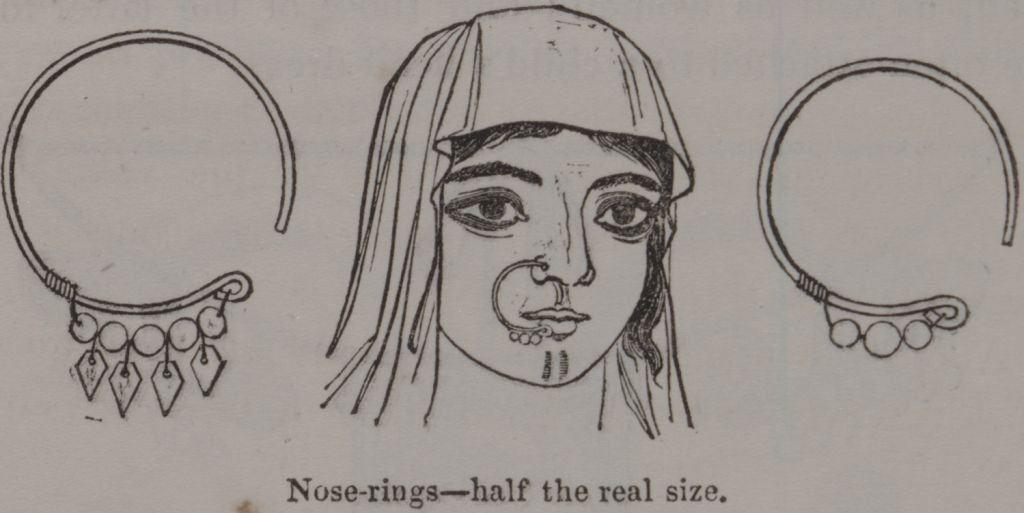
Nasenring der Ägypter, Zeichnung nach dem Orientalisten Edward William Lane

Die Erwähnung von Nasenringen in der Genesis könnte ein Nachweis sein, dass die Beduinen (Volk Aamu) und die alten Ägypter schon vor 850 v. Chr. Nasenringe trugen. Edward William Lane hatte in seinem Werk An Account of the Manners and Customs of the Modern Egyptians (1835–1838) ein Kapitel über den ägyptischen Frauenschmuck verfasst. Er schrieb, dass der "Khizam" oder "Khuzam" genannte Nasenring von Frauen der niederen Gesellschaftsordnung in Kairo und von vielen Frauen der ländlichen Gegenden von Ober- und Unterägypten getragen wurde. Er war meist aus Messing und selten aus Gold hergestellt mit einem Durchmesser von einem Zoll bis anderthalb Zoll und mit drei oder mehr roten oder blauen Glasperlen daran befestigt. Er ging fast immer durch den rechten Nasenflügel und hing teilweise vor dem Mund, so dass die Trägerin ihn mit einer Hand hochhalten musste, wenn sie etwas in den Mund steckte. Dieser Schmuck sei so alt wie zu Zeiten Abrahams und würde von Jesaja und Hesekiel erwähnt. Anfang des 20. Jahrhunderts trugen nomadische Beduinenfrauen immer noch Nasenringe, jedoch aus Gold, da man glaubte, billiges Material bringe die Trägerinnen dazu denjenigen Böses zuzufügen, die sie anschauten, besonders Männern und Kindern.

## Indien

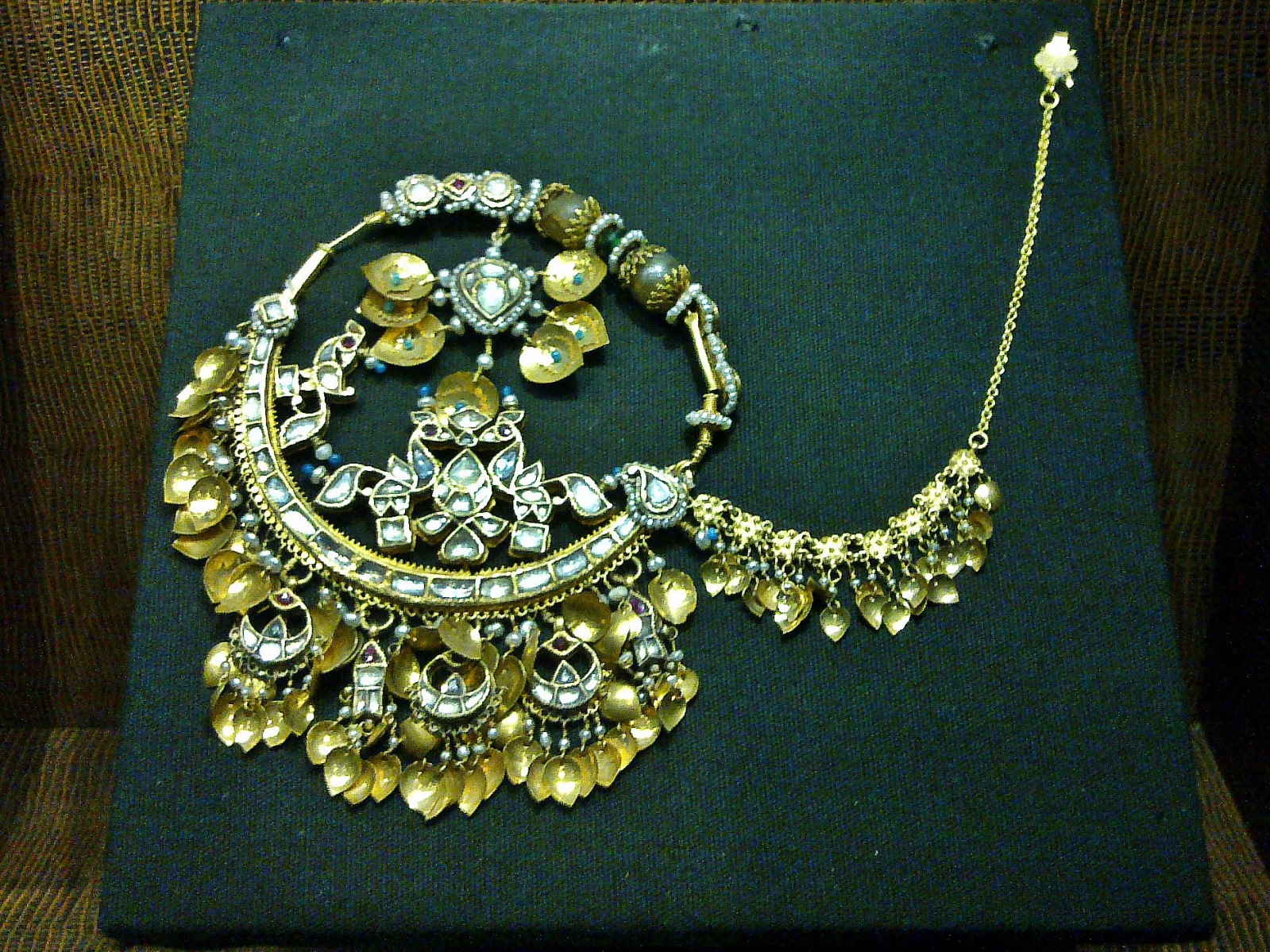
Indischer Nasenring "bālu" mit einem Durchmesser von 10 cm, aus Gold und Halbedelsteinen (Himachal Pradesh, frühes 20. Jh.)

Nasenschmuck ist in Indien seit Jahrtausenden sehr beliebt und gilt in allen Provinzen des Landes als unverzichtbares Schmuckstück für eine verheiratete Hindu-Frau. In der frühen indischen Kunst und Literatur wird noch kein Nasenschmuck erwähnt, auch nicht im Buch Nātyaśāstra, das mehrere Schmuckstücke aufzählt. Ebenso kommt kein Nasenschmuck im Thesaurus Amarakoşa des altindischen Dichters Amarasimha (ca. 375 n. Chr.) vor. Der Historiker Anant Sadashiv Altekar (1898 – 1960) zog den Schluss, dass der indische Nasenring ausländischen Ursprungs sei und von den Mohammedanern entlehnt wurde, da er in den frühen Skulpturen, Gemälden und der Literatur nicht zu finden war. In den buddhistischen Stotras-Texten werden Nasenringe dann erwähnt: da die Sankaracharya-Ära etwa dem 7. bis 8. Jahrhundert n. Chr. zugeordnet wird, kann die Einführung des Nasenrings in Indien nicht vor dem 7. Jahrhundert n. Chr. liegen. Außerdem war der Nasenring im 7. Jahrhundert n. Chr. bei den Malabaris allgemein bekannt, die es wahrscheinlich von den Arabern entlehnt hatten. Nach einigen Berichten beginnt der Brauch in Indien erst im 15. Jahrhundert, vom Nahen Osten herkommend, und verbreitete sich im 16. Jahrhundert während der Mughal Dynastie.

### Bräuche

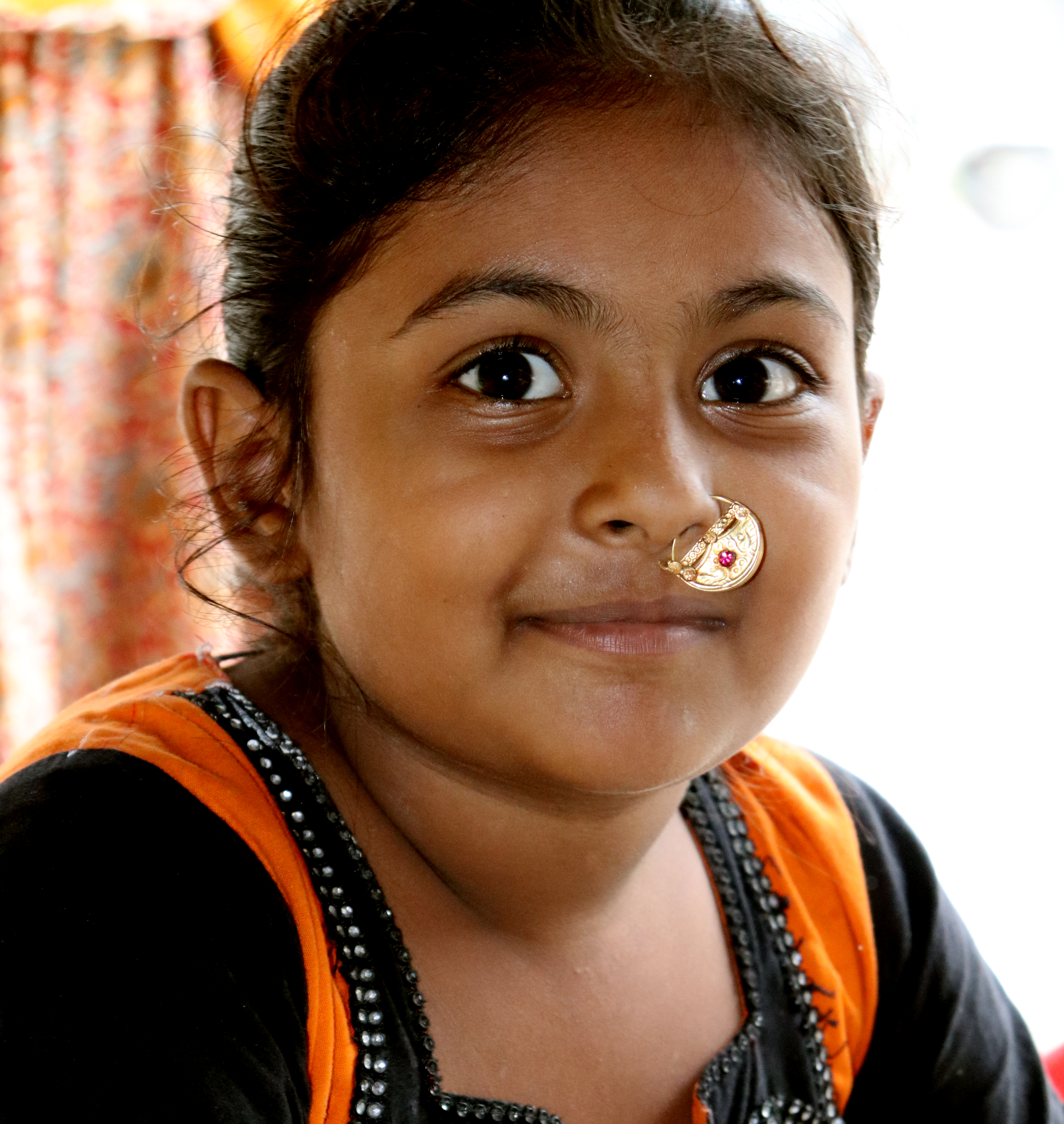
Kleines Mädchen mit Nasenring

In Indien beginnt ab der Geburt das Ausstatten eines Kindes mit Schmuckstücken; den Mädchen werden die Nasenflügel durchstochen, um ihnen Nasenschmuck anzubringen. Beim Tod eines Kindes, wird einem Sohn der Familie Nasenschmuck angebracht, um die "grausame Natur" in die Irre zu leiten, da er somit wie ein Mädchen aussieht. Die indische Braut nimmt ihren gesamten Schmuck als Mitgift in die Ehe mit.
Einem hinduistischen Mädchen wird etwa zwölf Tage nachdem es geboren wurde, der Nasenflügel perforiert und ein Nasenring oder - stecker eingesetzt, manchmal mit einer Kette dran, die bis zum Ohr reicht; am gleichen Tag erhält das Mädchen auch seinen Namen.
Bei den Patane Prabhus in Indien (Patane) war es üblich, einem Mädchen 6-12 Monate nach seiner Geburt das Ohrläppchen und die Ohrmuschel für Ohrringe zu durchstechen; wenn die Ohren geheilt sind, wird sein rechter Nasenflügel für einen Nasenring durchstochen; wenn das Mädchen versprochen (verlobt) ist, wird der linke Nasenflügel durchstochen. Bei den Chitpavan Brahmin wurde andersrum verfahren, der rechte Nasenflügel wird gewählt, wenn ein Mädchen versprochen wurde. Ist ein Junge versprochen, wird ebenfalls sein rechter Nasenflügel durchstochen und ein goldener Nasenring eingesetzt. Ähnlich war der Brauch bei den Beni Israel; der durchstochene rechte Nasenflügel bei einjährigen Mädchen wurde mit einem Golddraht am Zuheilen gehindert, anders als bei den Hindu, die dafür einen Faden nutzten.
In jüngster Zeit wird Hindifrauen erst in der Nacht vor der Hochzeit ihr linker Nasenflügel durchstochen als Zeichen der Braut und künftig verheirateten Frau; der Nasenring wird oft mit einem Kettchen mit dem Ohrring verbunden. Die linke Seite wird als die weibliche und die rechte Seite als die männliche betrachtet. Schmuck am linken Ohr und linken Nasenflügel der Frau soll ihre Fruchtbarkeit begünstigen und bei Frauenbeschwerden helfen.

### Indische Nasenring-Formen
In Panjabi hat der Nasenschmuck bestimmter Formen (Stecker-, Ringformen) eigene Bezeichnungen. Eine Reihe des Nasenschmucks trägt die Namen Kundā (Kundi), Murkhi und Nathli. Diese Modeaccessoires werden in der Nasenscheidewand befestigt und hängen über der Oberlippe. Ein Kundā ist ein schlichter Goldring, dessen Durchmesser etwa 1,50 bis 3 cm beträgt und zwischen einem und zwei Gramm wiegt. Am Kundā ist eine dekorative Scheibe befestigt ist, die den Nasenring vergrößert, sodass er sogar bis zur Unterlippe reicht. Die Scheibe ist in der Mitte mit funkelnden roten Steinen besetzt, aber der Rest des Teils ist fein mit Maserung ausgeführt. Ein Murki ist immer aus Gold und kann verschiedene Größen, Formen und Designs haben, sein Gewicht variiert zwischen 3 und 4 Gramm. Wenn das Gewicht mehr als 4 Gramm beträgt, wird er Nathli genannt. Einige Murkis und Nathlis sind dreieckig, während andere betelförmig sind. Am oberen Rand sind ein Scharnier und ein Haken vorgesehen, an dem ein ziselierter Draht befestigt ist, mit dem er in der Nasenscheidewand aufgehängt wird.
Der Nath wird in der Regel von verheirateten Frauen am linken Nasenflügel getragen; wenn er mit Edelsteinen besetzt ist, ist er zuweilen so schwer, dass er mit einem Kettchen an der Kopfbedeckung befestigt werden muss, um das Gewicht zu verteilen. Der Nath ist eine Miniatur des großen, auffällig mit Edelsteinen besetzten Nasenrings Bālu. Nath ist in ganz Indien auch ein bekannter Name, er wurde auch mit der Jungfräulichkeit einer Frau in Verbindung gebracht. In Himachal Pradesh soll eine frisch verheiratete Frau ihn für etwa ein Jahr tragen.

## Andere Völker

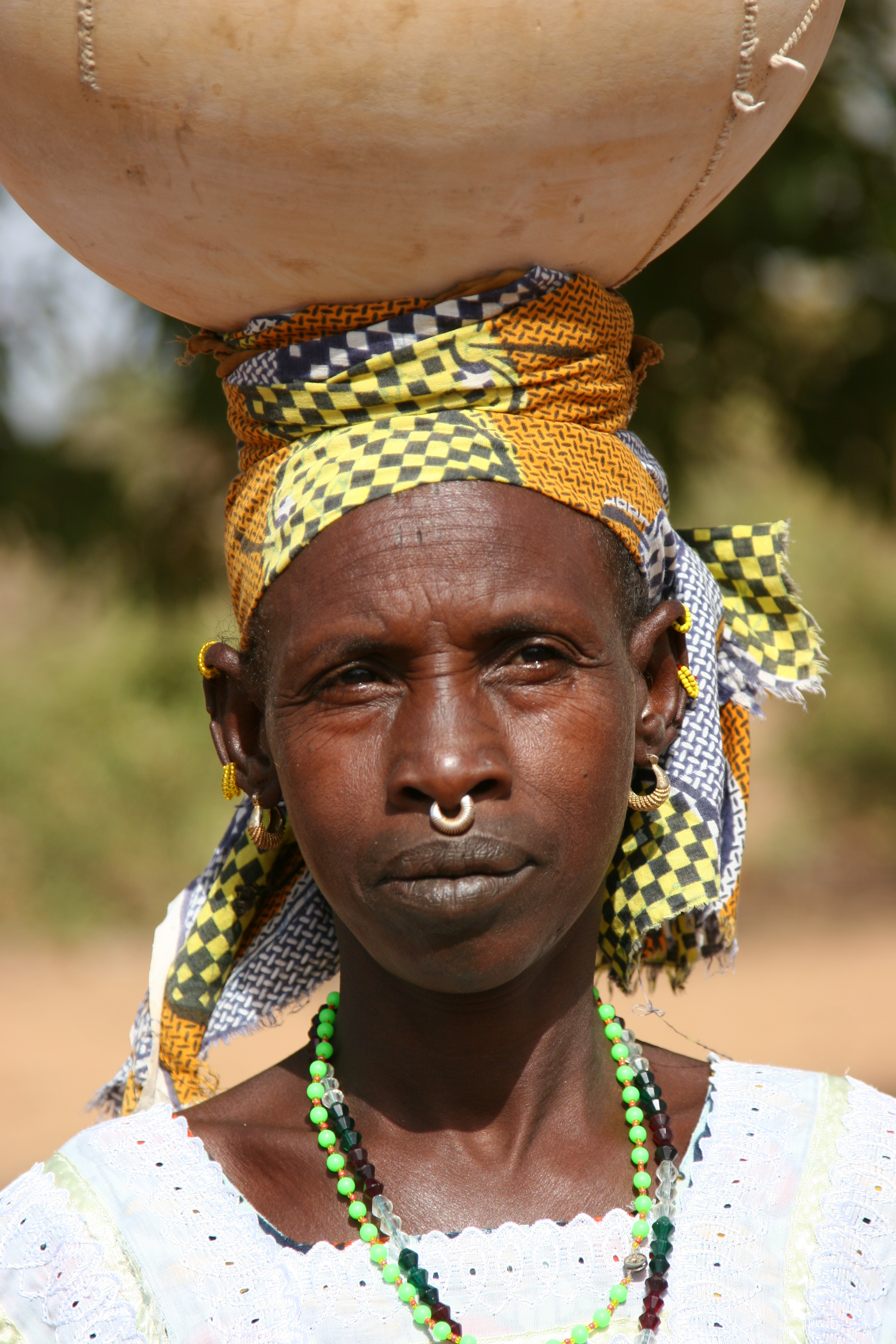
Fulani-Frau mit traditionellem Nasenring

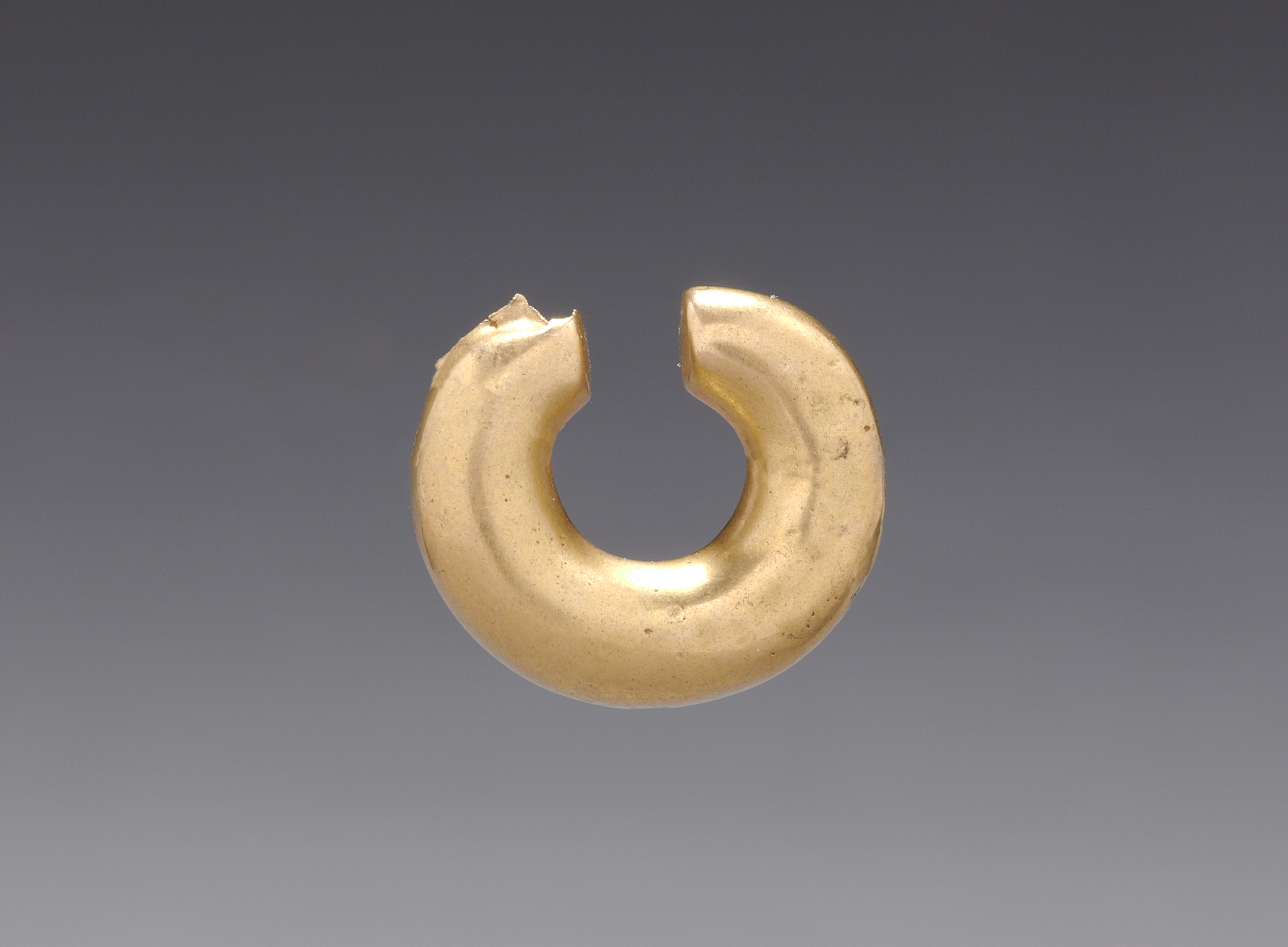
Nasenring aus Quimbaya, 16. Jh. im Cleveland Museum of Art

Unter den zentralasiatischen Stämmen glaubt man, dass das Böse über die Körperöffnungen in den Menschen dringen kann, daher schützt man Ohren und Nasenlöcher mit Schmuckstücken. Nasenringe waren nicht bei allen zentralasiatischen Gruppen beliebt, aber einige Turkmenen sowie Gruppen von Tadschiken, Usbeken, Kasachen und Karakalpaks trugen sie noch zu Beginn des 20. Jahrhunderts an den Nasenflügeln oder an der Nasenscheidewand. Ihre Nasenringe waren normalerweise kleine Ringe aus Golddraht mit aneinandergereihten Perlen oder hatten die Form eines kleinen Sterns. Früher war es in Afghanistan üblich, dass Bräute einen Nasenring trugen, dieser Brauch ist in städtischen Gebieten nicht mehr beliebt und kommt auch in anderen Teilen Afghanistans aus der Mode.
In Afrika spielten Schmuckstücke schon lange eine große kulturelle, rituelle und wirtschaftliche Rolle, darunter auch Nasenringe. Manche afrikanische Stämme tragen Totems oder Wahrzeichen ihrer Identität und Zugehörigkeit in Form von Ohr- oder Nasenringen. Unter Nordafrikas nomadischen Berbern und den Beja-Stämmen zeigt die Größe der Nasenringe den Wohlstand der Familie an; er wird bei der Heirat vom Ehemann an die Ehefrau übergeben und stellt ihre finanzielle Absicherung im Fall einer Scheidung dar.
Nordamerikanische und präkolumbianische Völker trugen früher auch Nasenringe; wahrscheinlich wurde mit den C-förmigen sogenannten Nasenringen eher gehandelt, da sie aus schwerem Gold sind und scharfkantige Enden haben.

## Werkzeug der Unterdrückung
Die assyrischen Könige steckten Nasenringe ganz anderer Art in die Nasen oder Unterlippen ungehorsamer Vasallenkönige, um sie an diesen Ringen wie Tiere durch die Straßen zu führen und von ihrem Volk verspotten zu lassen. Asarhaddon hatte mehrere Stelen, die diese Methode zeigen, und rebellische Aufrührer warnen sollten. Auch die Bibel erwähnt, wie Nasenringe verwendet wurden, um Gefangene zum Triumphzug ihres Eroberers zu schleppen (2. Könige 19:28; Jesaja 37:29 usw.).

## Poesie, Lieder und Sagen
In einem populären Hit von 1982, der zu den Regenzeit-Festivalen in Uttar-Pradesh gespielt wurde, sagt ein Mann zu seiner Frau: „O Frau, dein Nasenring hat mein Herz betört“ und seine Frau antwortet dann: „O Ehemann, die Farbe des Nasenrings ist makellos“. In einer Birahā-Version des Originals sagt der Mann zu seiner Frau: „O Frau, besser als dein Nasenring ist diese Schaukel“. Das Lied beschreibt eine Schaukel, die von Gott Brahma aus verschiedenen religiösen und kosmologischen Materialien herstellt wurde und zählt zahlreiche Götter und Göttinnen, indische Heilige und Märtyrer auf, die sich schon auf der Schaukel vergnügt haben. Eine indische Sage rankt sich um den Brauch, einen Nasenring zu tragen, die besagt, dass eine Mutter ihr Kind mit einem Nasenring kennzeichnete, bevor sie es mit einem fremden Kind vertauschte und in fremder Umgebung aufwachsen ließ, um einen Fluch zu bannen. Das Kind war Krishna, der als Erwachsener den Fluch erfüllt und seinen Onkel tötet, der die einzige Mangofrucht eines Einsiedlers von dessen Baum heruntergeschossen und seiner Schwester zu essen gegeben hatte.
Araber sollen ihre Frauen gerne durch ihren Nasenring geküsst haben, die 2 bis 3 Zoll im Durchmesser großen Ringe hingen bis über den Mund hinab. Der Ägyptologe Heinrich Schäfer hatte ein Lied der ägyptischen Bauern übersetzt, das eine Szene beim Wasserschöpfen wiedergibt, wo ein junger Mann die Mädchen neckt: „Ihr Mädchen, ihr die ihr schöpft, wie hoch ist die Miete des Schöpfplatzes?“ und sie antworten schlagfertig „Zehn von denen mit dem Fenster und einen Kuß unter den Nasenring.“ („Fenster“ nannten die Bauern die Wappenschilde auf den Rückseiten der Münzen).
David Saliman Tsemah (1902–1981) schrieb im Jahr 1932 zum 60. Jubiläum des jüdischen Dichters Hayim Nahmann Bialik (1873–1934) das Gedicht Yeshurun (der biblische Namen Israels Jeshurun), in welchem er die alte hebräische Dichtkunst mit einer Tochter starker, hochbegabter Vorfahren vergleicht, die unter den Arabern aufwuchs, die sie mit Armreifen und Nasenringen schmückten.